# Le Blanc-Mesnil
Le Blanc-Mesnil (wymowaⓘ) – miejscowość i gmina we Francji, w regionie Île-de-France, w departamencie Sekwana-Saint-Denis.
Według danych na rok 1990 gminę zamieszkiwało 46 956 osób, a gęstość zaludnienia wynosiła 5 833 osoby/km² (wśród 1287 gmin regionu Île-de-France Le Blanc-Mesnil plasuje się na 36. miejscu pod względem liczby ludności, natomiast pod względem powierzchni na miejscu 484.).

## Le Blanc-Mesnil SF
W 1997 w mieście został założony klub piłkarski Le Blanc-Mesnil SF. W latach 2017–2023 występował na poziomie piątej ligi.

Położenie Le Blanc-Mesnil w ramach aglomeracji paryskiej

| Reprezentanci kraju grający w klubie | Reprezentanci kraju grający w klubie |
| Imię i nazwisko                      | Reprezentacja                        |
| ------------------------------------ | ------------------------------------ |
| Jean-Vivien Bantsimba                | Kongo                                |
| Gilles Meslien                       | Martynika                            |
| Ousmane Samba                        | Mauretania                           |
| Abdoulahy Sangaré                    | Mauretania                           |
| Yannick Fidelin                      | Saint-Martin                         |
| Kévin Zonzon                         | Saint-Martin                         |

1. ↑  Stan na grudzień 2023